# Calceolaria oxapampensis
Calceolaria oxapampensis là một loài thực vật có hoa trong họ Calceolariaceae. Loài này được Puppo mô tả khoa học đầu tiên năm 2008.